# Deutschsprachige Exilpresse (1933–1945)
Als deutschsprachige Exilpresse zwischen 1933 und 1945 gilt die Gesamtheit der Publikationen, die von deutschen und österreichischen Emigranten während der Zeit des Nationalsozialismus in ihrem Zufluchtsland herausgegeben wurde. Die Forschung kennt mehr als 400 publizistische Erzeugnisse der Exilpresse. Die meisten von ihnen erschienen nicht länger als ein Jahr, viele publizierten nur eine einzige Ausgabe. Nur wenige erschienen über den Zeitraum vom Exilbeginn 1933 bis zum Beginn des Zweiten Weltkriegs im September 1939. Da aus Kostengründen meist keine internationalen Nachrichtenagenturen bezogen werden konnten, es kein großes Korrespondentennetz gab und in Deutschland nicht recherchiert werden konnte, waren die journalistischen Arbeitsbedingungen stark erschwert.
Ein Gutteil der deutschsprachigen Exilpresse ist im Bestand Exilpresse digital – deutschsprachige Exilzeitschriften 1933–1945 im Deutschen Exilarchiv 1933–1945 der Deutschen Nationalbibliothek online verfügbar.

## Geschichte
Mit der Machtübernahme 1933 durch die Nationalsozialisten wurden Schriftsteller und Journalisten, die den Nationalsozialisten nicht genehm waren, verfolgt. Dazu gehörten unter anderen zum einen vor allem Autoren, von denen die Nazis behaupteten, dass sie Juden seien, zum anderen Autoren, die sich gegen das Aufkommen des NS oder für die Demokratie eingesetzt hatten, Pazifisten waren, Sympathien für den Kommunismus oder eine Monarchie hatten oder aus anderen Gründen nicht genehm waren. Die Autoren, die den Nazismus politisch bekämpft hatten, waren nach dem Reichstagsbrand in Lebensgefahr. Teils wurden sie noch in der Nacht des Reichstagsbrandes verhaftet oder konnten einer Verhaftung nur durch sofortige Flucht entgehen, andere wurden am Arbeitsplatz oder zuhause von SA oder anderen Nationalsozialisten überfallen, misshandelt und beraubt. Alle wurden aus ihren Arbeitsverhältnissen entlassen. Verlage erklärten die Zusammenarbeit für beendet. Allen Autoren gemeinsam war, dass sie ein Verbot erhielten, ihre schriftstellerische Tätigkeit weiter zu betreiben. Damit waren sie ihrer Existenzmöglichkeit beraubt. Aus allen diesen Gründen mussten die Autoren aus Deutschland fliehen, 1938 auch aus Österreich und 1938/1939 aus der Tschechoslowakei. Sie verloren ihre Leserschaft, ihre Einkünfte, ihren Sprachraum, ihr ganzes Lebensumfeld. In den Zufluchtsländern fanden sie – aus sprachlichen Gründen, aber auch auf Grund rigider Einwanderungsgesetze – kaum Arbeitsmöglichkeiten. Sie hatten sich von Deutschland abgewandt und wurden gleichwohl als Deutsche oft misstrauisch betrachtet in einer Welt, die dem Deutschen nicht mehr gewogen war.
In den europäischen Nachbarländern gab es anfangs keine Verlage, in denen die deutschen Autoren auf Deutsch gedruckt wurden. Das größte Problem war dabei, dass der Absatzmarkt Deutschland für zu produzierende Bücher in deutscher Sprache verloren gegangen war. Diese Schwierigkeit galt für die ganze Zeit des Exils. Daher war es für Verlage ziemlich risikoreich, Bücher in deutscher Sprache zu drucken, weil sie damit rechnen mussten, auf Teilen der Auflage sitzen zu bleiben. Trotzdem gab es Helfer in der Not. Unmittelbar nach der Machtergreifung errichteten zwei niederländische Verlagshäuser, die den Kampf gegen die Nazidiktatur unterstützen wollten, deutschsprachige Dependancen, den Querido- und den Allert de Lange Verlag in Amsterdam. Der Verleger Oprecht in Zürich druckte viele Bücher vertriebener deutscher Autoren. Auch in Österreich und der Tschechoslowakei, in Frankreich, Belgien und Großbritannien und in anderen Ländern wurden Exilverlage gegründet, die zum Teil in deutscher Sprache publizierten. Dazu muss man auch die Sowjetunion zählen. Diese Publikationsmöglichkeiten gingen sukzessive mit der kriegerischen Expansion Deutschlands verloren. Zuerst fiel Österreich, dann die Tschechoslowakei und 1939/1940 die westeuropäischen Länder aus. Konnten Exilverlage 1933 noch mit einigen wenigen tausend Abnehmern rechnen, ging diese Zahl erheblich zurück. Die potentiellen Käufer flüchteten vorwiegend in die USA, nach Israel und in die Sowjetunion. Aber da diese Länder den Zuzug beschränkten, mussten die Flüchtlinge mit Ländern in der ganzen Welt vorlieb nehmen.
Das Gros der Emigranten musste den angestammten Beruf aufgeben. Einige versuchten, durch Gründung deutschsprachiger Zeitschriften am Schreiben zu bleiben und sich ein Sprachrohr zu schaffen – immer in der Hoffnung, das Exil würde nur kurze Zeit dauern. In diesen Publikationen fanden sich Autoren zusammen, die in der Heimat wenig gemeinsam hatten, sich politisch sogar oft konträr gegenüberstanden. Denn die Emigranten waren keine homogene Schicht, es waren Juden und Nicht-Juden, Kommunisten, Sozialisten und Bürgerliche, politisch Engagierte und reine Schöngeister. Das einzige, das sie verband: Die Nazis verfolgten sie, und sie lehnten den Geist der Nazis ab und mussten durch deren Verfolgung um ihr Leben fürchten.

## Exilmedien (Auswahl)

### Arbeiter-Illustrierte-Zeitung
Wöchentliche Zeitschrift. Von 1921 bis 1933 in Berlin erschienen, von 1933 bis 1938 im Prager Exil, ab 1936 unter dem Namen Volks-Illustrierte. Herausgeber und Chefredakteur: Willi Münzenberg; Chefredakteur im Exil: Franz Carl Weiskopf. Mitarbeit bis 1938: John Heartfield. 

### Aufbau
(Untertitel bis Ende 1940: Serving the interests and the Americanization of the immigrants). Dezember 1934 bis Dezember 2004 New York, seit Januar 2005 Zürich. Hrsg. und Chefredakteur war 26 Jahre lang Manfred George
Redaktionsbeirat und Mitarbeiter: Richard Beer-Hofmann, Albert Einstein, Lion Feuchtwanger, Bruno Frank, Nahum Goldmann, Leopold Jessner, Emil Ludwig, Thomas Mann, Franz Werfel.
Aufbau-Autoren waren u. a. auch: Hannah Arendt, Max Brod, Martin Buber, Oskar Maria Graf, Heinrich Eduard Jacob, Pem, Alfred Polgar, Curt Riess, Hans Sahl, Gershom Scholem, Carl Zuckmayer.

### Das Neue Tage-Buch
Juli 1933 bis Mai 1940. Paris, Amsterdam. Hrsg. Leopold Schwarzschild
Mitarbeiter: Julius Bab, Ulrich Becher, M. Y. Ben-Gavriel, Max Brod, Alfred Döblin, Lion Feuchtwanger, Bruno Frank, Max Herrmann-Neiße, Heinrich Eduard Jacob, Alfred Kerr, Hermann Kesten, Egon Erwin Kisch, Arthur Koestler, Emil Ludwig, Erika Mann, Heinrich Mann, Klaus Mann, Thomas Mann, Ludwig Marcuse, Walter Mehring, Alfred Polgar, Roda Roda, Walther Rode, Joseph Roth, Ernst Toller, Franz Werfel, Arnold Zweig, Stefan Zweig u. v. a.

### Das Wort
Literarische Monatsschrift. Juli 1936 bis März 1939. Moskau. Hrsg. u. Red. Bertolt Brecht, Lion Feuchtwanger, Willi Bredel
Mitarbeiter: Johannes R. Becher, Schalom Ben-Chorin, Walter Benjamin, Ernst Bloch, Max Brod, Alfred Döblin, Oskar Maria Graf, Walter Haenisch, Stefan Heym, Alfred Kerr, Egon Erwin Kisch, Rudolf Leonhard, Heinrich Mann, Klaus Mann, Thomas Mann, Ludwig Marcuse, Theodor Plivier, Ludwig Renn, Anna Seghers, Ernst Toller, Herwarth Walden, Erich Weinert, F. C. Weiskopf, Ernst Wiechert, Arnold Zweig, Stefan Zweig u. v. a.

### Deutsche Blätter

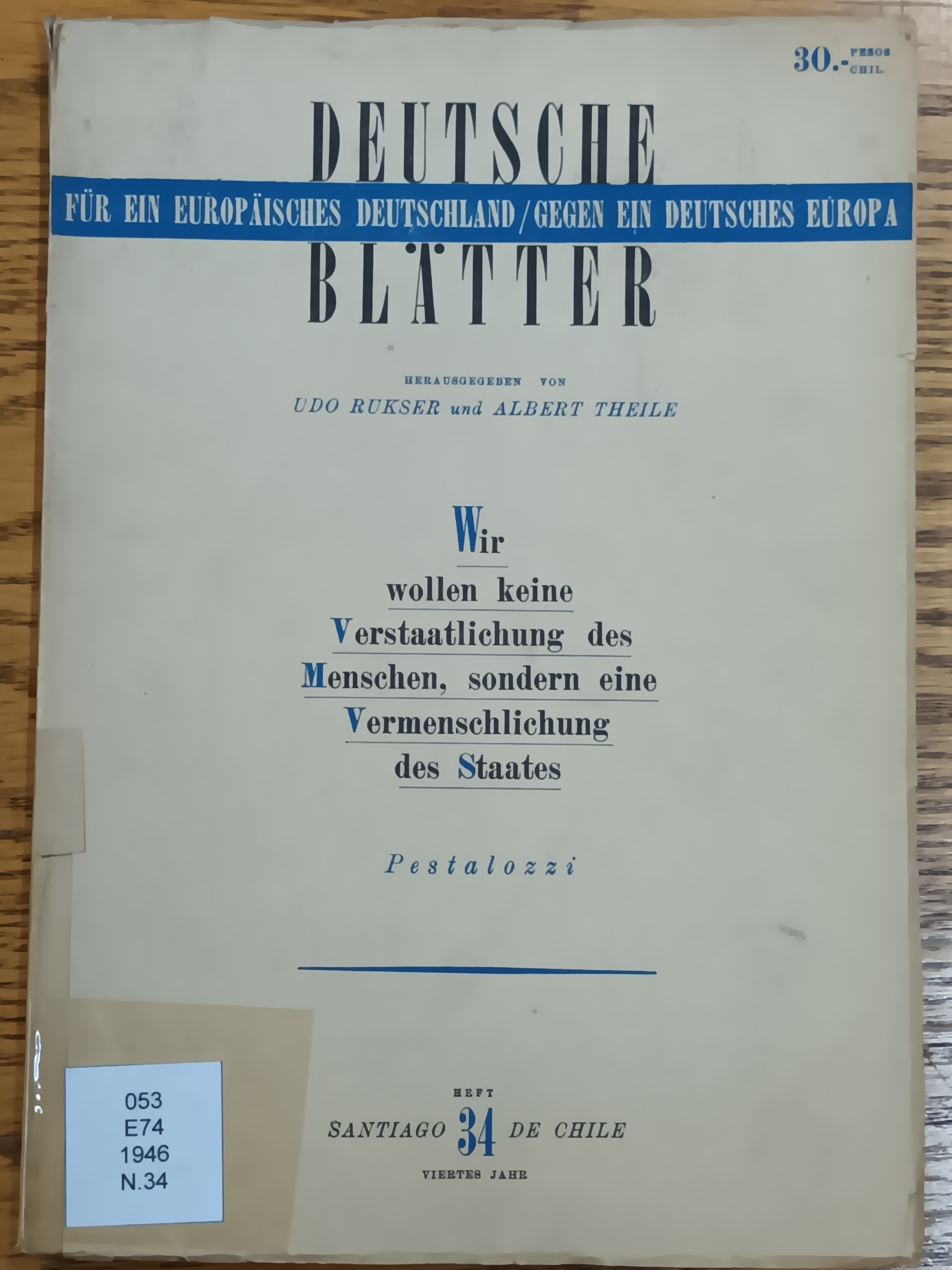
Deutsche Blätter N° 34 (1946)

Für ein europäisches Deutschland, gegen ein deutsches Europa. Januar 1943 bis Dezember 1946. Santiago de Chile.
Hrsg. Udo Rukser u. Albert Theile
Mitarbeiter: Günther Anders, Stefan Andres, Julius Bab, Max Barth, Albert Ehrenstein, Oskar Maria Graf, Hermann Hesse, C. G. Jung, Alfred Kantorowicz, Hermann Kesten, Arthur Koestler, Thomas Mann, Gustav Regler, F. C. Weiskopf, Ernst Wiechert, Carl Zuckmayer, Stefan Zweig u. v. a.

### Die neue Weltbühne

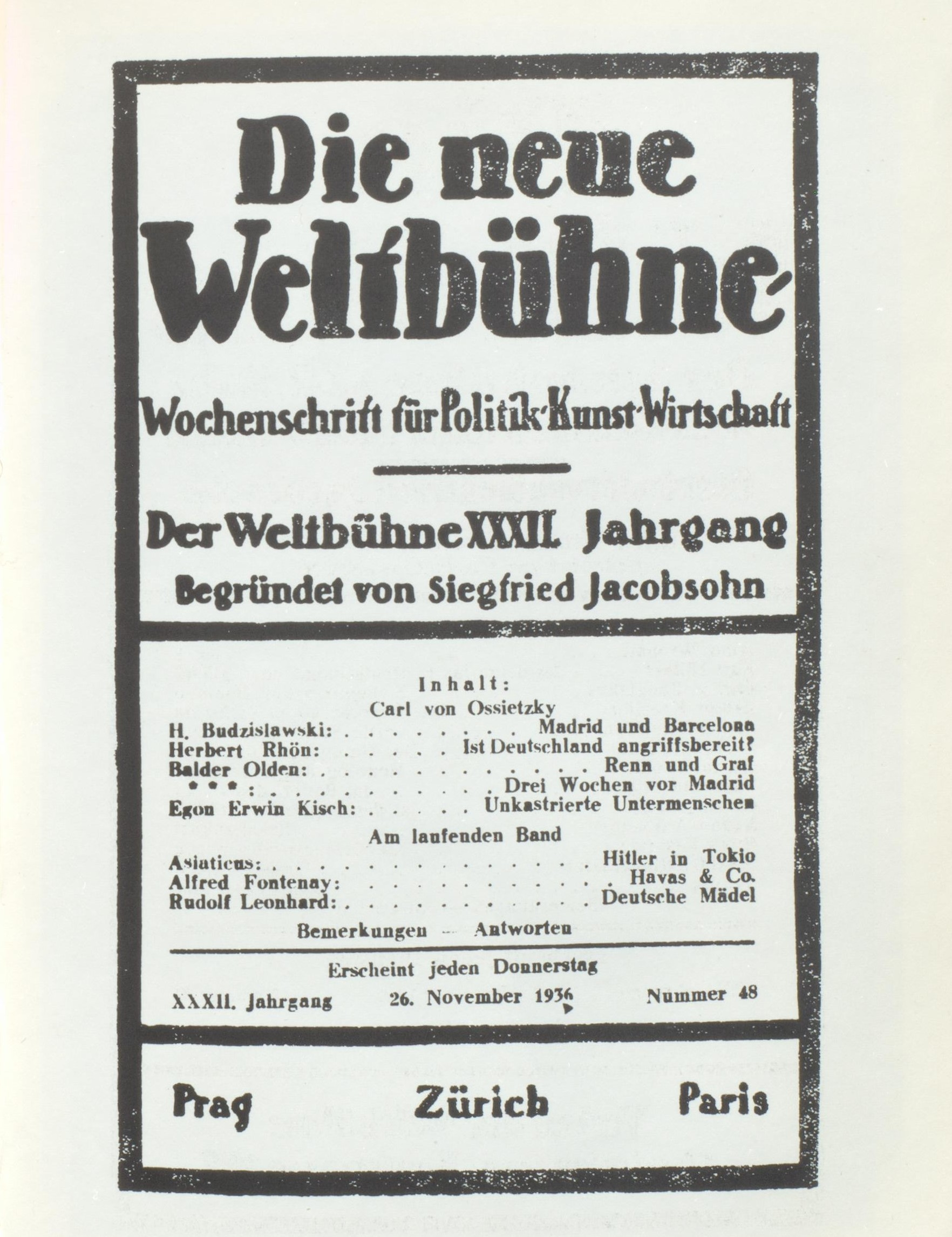
Die neue Weltbühne 1936

Wochenschrift für Politik, Kunst, Wirtschaft. März 1933 bis August 1939. Wien, Prag, Paris. Red. Willi Schlamm, ab März 1934 Hermann Budzislawski
Mitarbeiter: Johannes R. Becher, Ernst Bloch, Bertolt Brecht, Lion Feuchtwanger, Stefan Heym, Alfred Kerr, Léo Lania, Heinrich Mann, Klaus Mann, Ludwig Marcuse, Walter Mehring, Pem, Gustav Regler, Anna Seghers, Walter Ulbricht, Herwarth Walden, Arnold Zweig u. v. a.

### Die Sammlung

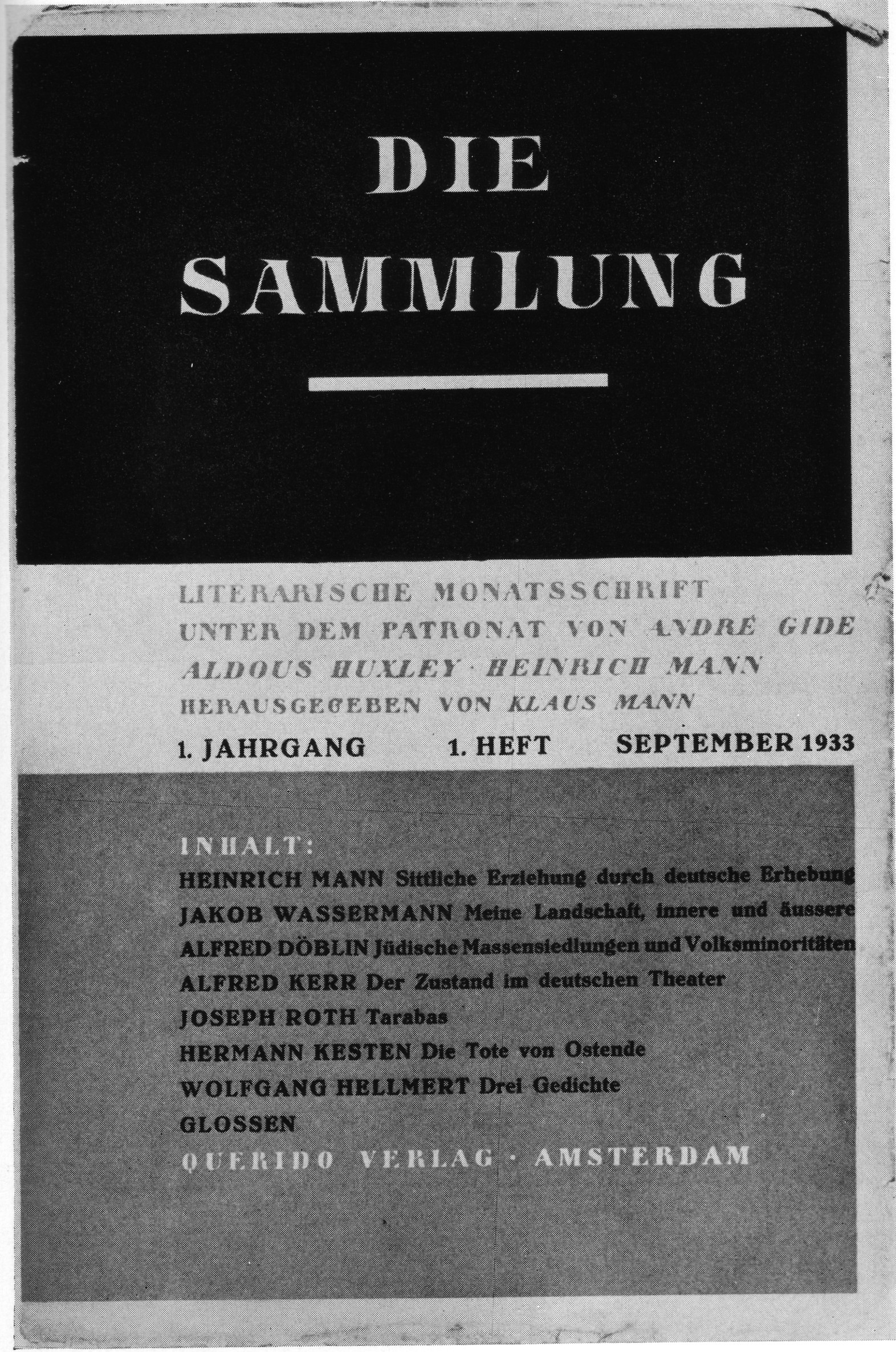
Die Sammlung Erstes Heft / September 1933

Literarische Monatsschrift unter d. Patronat von André Gide, Aldous Huxley, Heinrich Mann. September 1933 bis August 1935. Amsterdam. Hrsg. Klaus Mann
Mitarbeiter: Johannes R. Becher, Ernst Bloch, Bertolt Brecht, Max Brod, Jean Cocteau, Alfred Döblin, Albert Einstein, Norbert Elias, Lion Feuchtwanger, Bruno Frank, A. M. Frey, Oskar Maria Graf, Thomas Theodor Heine, Ernest Hemingway, Stefan Heym, Heinrich Eduard Jacob, Alfred Kerr, Hermann Kesten, Else Lasker-Schüler, Golo Mann, Heinrich Mann, André Maurois, Walther Rode, Joseph Roth, Leo Trotzki, F. C. Weiskopf, Arnold Zweig u. v. a.

### Freies Deutschland
Revista Antinazi. November 1941 bis Juni 1946. Mexiko. Red. Bruno Frei, Alexander Abusch
Mitarbeiter: Johannes R. Becher, Egon Erwin Kisch, Thomas Mann, Albert Norden, Wilhelm Pieck, Theodor Plivier, Ludwig Renn, Anna Seghers, Bodo Uhse, Berthold Viertel, F. C. Weiskopf u. v. a.

### Internationale Literatur
Deutsche Blätter. Juni 1931 bis Dezember 1945. Moskau. Red. Hans Günther, Johannes R. Becher
Mitarbeiter u. a.: Ernst Bloch, Lion Feuchtwanger, André Gide, Maxim Gorki, Alfred Kurella, Rudolf Leonhard, Georg Lukács, Heinrich Mann, Boris Pasternak, Erwin Piscator, Theodor Plivier, Karl Schmückle, Anna Seghers, Erich Weinert, Walter Haenisch u. v. a.

### Mass und Wert

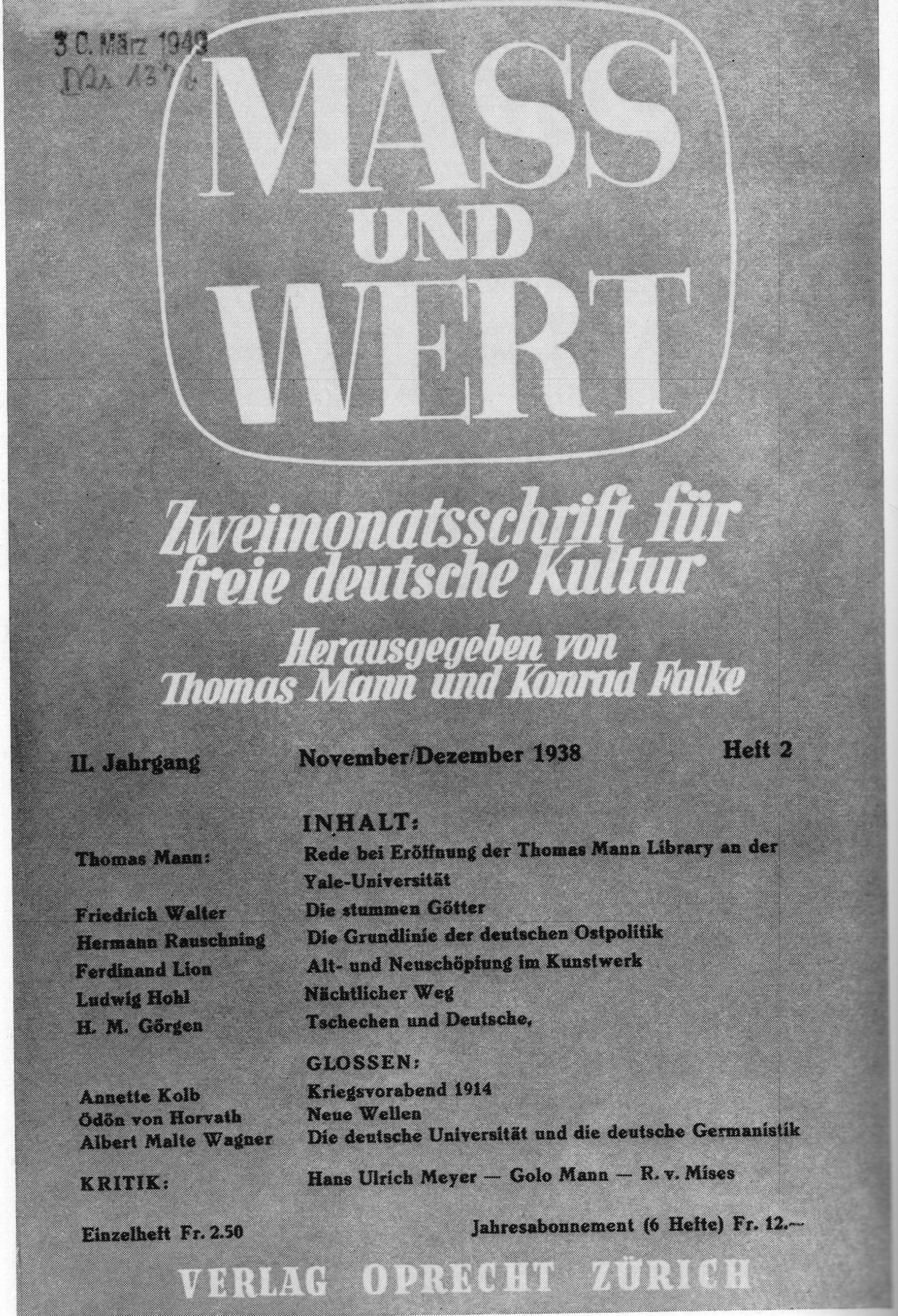
Mass und Wert Ausgabe vom November/Dezember 1938

Zweimonatsschrift für freie deutsche Kultur. September 1937 bis Oktober 1940. Zürich. Hrsg. Thomas Mann u. Konrad Falke. Red. Zuerst Ferdinand Lion, ab November 1939 Golo Mann u. Emil Oprecht
Mitarbeiter: Walter Benjamin, Ernst Bloch, Hermann Broch, Max Brod, Alfred Döblin, Alfred Einstein, Bruno Frank, A. M. Frey, Martin Gumpert, Hermann Hesse, Ödön von Horváth, Georg Kaiser, Annette Kolb, Federico García Lorca, Heinrich Mann, Klaus Mann, Hans Mayer, Robert Musil, Ignazio Silone, Hermann Rauschning, Curt Riess, Jean-Paul Sartre, René Schickele, Jakob Wassermann u. v. a.

### Neue Deutsche Blätter
Monatschrift für Literatur u. Kritik. September 1933 bis August 1935. Wien, Zürich, Paris, Amsterdam. Hrsg. Grete Weiskopf. Red. Oskar Maria Graf, Wieland Herzfelde, Anna Seghers
Mitarbeiter: Johannes R. Becher, M. Y. Ben-Gavriel, Bertolt Brecht, Willi Bredel, Albert Ehrenstein, Lion Feuchtwanger, A. M. Frey, Stefan Heym, Robert Jung, Egon Erwin Kisch, Walter Kolbenhoff, Ludwig Marcuse, Walter Mehring, Theodor Plivier, Ernst Toller, Jakob Wassermann, Arnold Zweig u. v. a.

### Orient
Unabhängige Wochenschrift. Zeitfragen, Kultur, Wirtschaft. April 1942 bis April 1943. Haifa. Hrsg. u. Red. Wolfgang Yourgrau
Mitarbeiter: Ernst Fischer, Schalom Ben-Chorin, Hermann Hesse, Else Lasker-Schüler, Arnold Zweig u. v. a.

### Sozialistische Tribüne
Monatsschrift der SPD-Landesgruppe in Schweden. Januar 1945 bis Juni 1946. Stockholm. Chefred. Fritz Bauer, Willy Brandt u. a.
Mitarbeiter: Siegfried Aufhäuser, Günter Dallmann, Adolf Grimme, Bruno Kreisky, Thomas Mann, Erich Ollenhauer, Walter Pöppel, Willi Seifert, Ignazio Silone, Friedrich Stampfer, Kurt Stechert, Kurt Stern, Willy Strzelewicz, Stefan Szende, Fritz Tarnow u. a.

### Sozialistische Warte
Blätter für kritisch-aktiven Sozialismus. Mai 1934 bis Mai 1940 (Erscheinungsweise wechselnd, insgesamt 181 Ausgaben, Auflage ca. 2.000). Paris. Vom Internationalen Sozialistischen Kampfbund (ISK) unter der Leitung von Willi Eichler herausgegeben
Mitarbeiter: Kurt Hiller, Walter Auerbach, Fritz Eberhard, Walter Fabian, Hilde Meisel, Fritz Sternberg, Jacob Walcher u. v. a.